# マシュー・ロイド
マシュー・ロイド（Matthew Lloyd、1983年5月24日 - ）は、オーストラリア、メルボルン出身の元自転車競技（ロードレース）選手。

## 経歴
2005年
- ツアー・オブ・ウェリントン総合優勝。

2006年
- ツアー・オブ・ジャパン区間1勝（伊豆ステージ）

2007年、プレディクトール・ロット（現 オメガファーマ・ロット）と契約を結んでプロ転向。
- ジロ・デ・イタリア初出場、総合61位。

2008年
- 国内選手権・個人ロードレース優勝。

2009年
- ツール・ド・フランス初出場、総合46位。

2010年
- ジロ・デ・イタリア第6ステージにおいて、共に集団を牽引してきたルーベンス・ベルトリアティを164km付近で振り切り勝利、加えて山岳賞を獲得、総合50位となるも、同年、交通事故に遭い、それが晩年まで影響する事になった。以降何度も事故に遭い、嘗ての様な活躍は出来なくなった。

2012年、ランプレ・ISDに移籍。オーストラリア選手権総合2位となり、復活の兆しを見せる。ツール・ド・フランスのステージ1～9に出場。
2014年、ジェリーベリー P/B MAXXISに移籍し、8月のツアー・オブ・ユタに出場中、夕食を食べに行く際に轢き逃げ事故に逢い病院に搬送される。これが決定打となり、同年限りで引退した。以前の事故からの復活の兆しを見せていた矢先であった。